# GMFB
GMFB (англ. Glia maturation factor beta) – білок, який кодується однойменним геном, розташованим у людей на 14-й хромосомі. Довжина поліпептидного ланцюга білка становить 142 амінокислот, а молекулярна маса — 16 713.
| 10         |  | 20         |  | 30         |  | 40         |  | 50         |
| ---------- |  | ---------- |  | ---------- |  | ---------- |  | ---------- |
| MSESLVVCDV |  | AEDLVEKLRK |  | FRFRKETNNA |  | AIIMKIDKDK |  | RLVVLDEELE |
| GISPDELKDE |  | LPERQPRFIV |  | YSYKYQHDDG |  | RVSYPLCFIF |  | SSPVGCKPEQ |
| QMMYAGSKNK |  | LVQTAELTKV |  | FEIRNTEDLT |  | EEWLREKLGF |  | FH         |

A: Аланін

C: Цистеїн

D: Аспарагінова кислота

E: Глутамінова кислота

F: Фенілаланін

G: Гліцин

H: Гістидин

I: Ізолейцин

K: Лізин

L: Лейцин

M: Метіонін

N: Аспарагін

P: Пролін

Q: Глутамін

R: Аргінін

S: Серин

T: Треонін

V: Валін

W: Триптофан

Кодований геном білок за функціями належить до факторів росту, фосфопротеїнів. 
Задіяний у такому біологічному процесі, як ацетилювання. 